# Glossodoris erythraea
Glossodoris erythraea is een slakkensoort uit de familie van de Chromodorididae. De wetenschappelijke naam van de soort werd voor het eerst geldig gepubliceerd in 1831 door Christian Gottfried Ehrenberg.